# Ligurisch (Romaanse taal)
Ligurisch is een Romaanse taal. Geografisch en taalkundig kan de taal ingedeeld worden bij de Gallo-Italiaanse talen, waartoe ook het Emiliaans, Lombardisch, Piëmontees, Romagnools en Venetiaans behoren.
Hoewel Italianen en zelfs sprekers van het Ligurisch de taal als een Italiaans dialect zien, behoort het Ligurisch tot een andere zijtak binnen de Romaanse talen.
In de fonologie vertoont het Ligurisch sterke afwijkingen van het Italiaans. Het is melodischer en gezegd kan worden dat de uitspraak overeenkomsten vertoont met het Braziliaans Portugees.

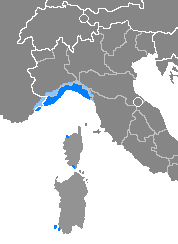
Ligurisch (Romaanse taal).

## Weblinks
- (en)  Ligurisch: Ethnologue report
- ACADÉMIA LIGÙSTICA DO BRENNO (Ligurisch)
- Zeneize: Grafîa Ofiçiâ (Ligurisch)
- (it)  A Compagna (Italiaans)
- (it)  Phonologie (Italiaans)
- (es)  GENOVÉS.com.ar - Ligurische Sprache und Literatur (Spaans)
- (en)  GENOVÉS.com.ar (English version) - Ligurian language and culture
- (it)  O scîto do Poulìn (Italiaans)
- (de)  Akustischer Sprachatlas der Dialekte und Minderheitensprachen Italiens (Duits)

Talen: Algherees · Arbëresh · Arpitaans · Duits · Emiliaans · Frans · Friulisch · Gallurese · Griko · Italiaans · Ladinisch · Ligurisch · Napolitaans · Ouddalmatisch · Piëmontees · Romagnools · Sardijns · Siciliaans · Sloveens · Valdostaans · Venetiaans